# Peter Ramsey
Peter A. Ramsey (nacido el 23 de diciembre de 1962) es un ilustrador, artista de guiones gráficos, artista de historias, director de cine y productor de cine estadounidense. Es conocido por dirigir Rise of the Guardians (2012) de DreamWorks Animation, convirtiéndose en el primer afroamericano en dirigir una importante película animada estadounidense, y codirigiendo Spider-Man: Into the Spider-Verse (2018) de Sony Pictures Animation. Por Spider-Man: Into the Spider-Verse, se convirtió en el primer afroamericano en ser nominado y ganar un Óscar a la mejor película de animación

## Primeros años
Ramsey creció en el distrito Crenshaw del sur de Los Ángeles y se graduó a los 17 años de Pali High. Estudió pintura en UCLA durante dos años antes de inscribirse en clases de cine en Los Angeles City College.

## Carrera
Su primer trabajo en Hollywood fue pintar un mural, pero pronto trabajó como artista de guion gráfico e ilustrador de producción en 26 películas, incluidas Predator 2, Backdraft, Independence Day, Fight Club y A.I. Artificial Intelligence. Fue director de la segunda unidad de Poetic Justice, Higher Learning, Tank Girl y Godzilla. Aron Warner, el productor de Tank Girl, sugirió que se uniera a DreamWorks Animation. Después de no estar inicialmente interesado, Ramsey se unió a DreamWorks como artista de historias para Shrek tercero y Shrek the Halls.
En 2012, dirigió Rise of the Guardians, basada en los libros The Guardians of Childhood de william joyce, lo que lo convirtió en el primer afroamericano en dirigir una película animada de gran presupuesto. En 2018, codirigió Spider-Man: Into the Spider-Verse, que ganó el Óscar a la mejor película de animación en 2019.
Ramsey es miembro de AMPAS, el Sindicato de Directores de Estados Unidos y el Sindicato de Animación.

## Filmografía

### Director
- Monsters Vs. Aliens: Mutant Pumpkins From Outer Space (2009)
- El origen de los guardianes (2012)
- Spider-Man: Into the Spider-Verse (2018) (codirector con Bob Persichetti y Rodney Rothman)[6]
- Nosotros, el Pueblo (2021) (Segmento: Ciudadanía Activa)
- A Hobo Visiting (2024) (codirector con Kevin Lima, Daniel Chong, Jill Culton, Kirk DeMicco, Tony Leondis y David Soren)

### Director de segunda unidad
- Justicia poética (1993)
- Educación superior (1995)
- Chica tanque (1995)
- Godzilla (1998)

### Artista de guion gráfico
- Pesadilla en Elm Street 5: El niño soñado (1989)
- Depredador 2 (1990)
- Chica tanque (1995)
- mortal kombat (1995)
- Ojo por ojo (1996)
- Día de la Independencia (1996)
- Hombres de negro (1997)
- Godzilla (1998)
- Ser John Malkovich (1999)
- El club de la lucha (1999)
- Cómo el Grinch robó la Navidad (2000)
- Náufrago (2000)
- IA Inteligencia artificial (2001)
- El asunto del collar (2001)
- Habitación del pánico (2002)
- Informe de minorías (2002)
- Adaptación. (2002)
- El núcleo (2003)
- espartano (2004)
- Shark Tale (2004) (adicional)
- Shrek tercero (2007)
- Shrek los pasillos (2007)
- Pingüinos de Madagascar (2014) (adicional)
- Fiesta de salchichas (2016) (adicional)
- Pato Pato Ganso (2018) (adicional)
- Una arruga en el tiempo (2018)

### Ilustrador
- Retroceso (1991)
- Lejos y lejos (1992)
- Drácula de Bram Stoker (1992)
- La sombra (1994)
- Batman para siempre (1995)
- EDtv (1999)

### Otro
- Casi un ángel (1990) (artista de continuidad)
- monstruos contra extraterrestres (2009) (jefe de la historia)
- El gato con botas (2011) (consultor creativo)
- Spiderman: Homecoming (2016) (jefe de la historia)
- Hair Love (2019) (productor ejecutivo)[7]
- Spider-Man: Across the Spider-Verse (primera parte) (2022) (productor ejecutivo)[8]

## Premios y nominaciones
Premios Óscar
| Año  | Categoría                   | Película                      | Resultado |
| ---- | --------------------------- | ----------------------------- | --------- |
| 2019 | Mejor película de animación | Spider-Man: Un nuevo universo | Ganador   |

| Año  | Premio                                | Título                                   | Categoría                                              | Resultado | Ref.   |
| ---- | ------------------------------------- | ---------------------------------------- | ------------------------------------------------------ | --------- | ------ |
| 2021 | Premios Annie                         | Dirección en una producción de películas | Spider-Man: Un nuevo universo                          | Ganador   | [ 10 ] |
| 2019 | Premios BAFTA                         | Mejor película de animación              | Spider-Man: Un nuevo universo                          | Ganador   | [ 11 ] |
| 2019 | Premios de la Crítica Cinematográfica | Mejor película de animación              | Spider-Man: Un nuevo universo                          | Ganador   | [ 12 ] |
| 2013 | Premios Globo de Oro                  | El origen de los guardianes              | Mejor película animada                                 | Nominado  | [ 13 ] |
| 2019 | Premios Globo de Oro                  | Spider-Man: Un nuevo universo            | Mejor película animada                                 | Ganador   | [ 14 ] |
| 2019 | Premios Hugo                          | Spider-Man: Un nuevo universo            | Mejor representación dramática                         | Ganador   | [ 15 ] |
| 2012 | Visual Effects Society Awards         | El origen de los guardianes              | Efectos visuales sobresalientes en una función animada | Nominado  | [ 16 ] |